# 馬草壟堆填區
馬草壟堆填區（英語：Ma Tso Lung Landfill）是香港一個佔地約2公頃的垃圾堆填區，座落古洞馬草壟，為香港歷史上面積最小的堆填區之一。自1976年啟用，於1979年停止運作。在2000年修復完成後改作政府、機構或社區用地，現交由東華三院作康樂用途發展。